# Monthly Comic Rex
Monthly Comic Rex (月刊 Comic REX, Gekkan Comic REX) est un magazine de prépublication de mangas mensuel de type shōnen publié par Ichijinsha dont le premier numéro est paru le 9 décembre 2005.
Le magazine yonkoma Manga 4koma Kings Palette débute en tant qu'édition spéciale du Comic Rex avant de devenir un magazine indépendant de ce dernier, tout comme le magazine de manga cross-dressing Waai! (en).